# Mahencyrtus longifasciatipennis
Mahencyrtus longifasciatipennis är en stekelart som först beskrevs av Girault 1915.  Mahencyrtus longifasciatipennis ingår i släktet Mahencyrtus och familjen sköldlussteklar. Inga underarter finns listade i Catalogue of Life.